# Neuroscelionidae
Neuroscelionidae (лат.) — семейство наездников надсемейства Platygastroidea из подотряда стебельчатобрюхие перепончатокрылые насекомые.

## Описание
Мелкие перепончатокрылые наездники. Длина 2—3 мм. Обладают вытянутым телом. Усики самок с 10 члениками жгутика; антенны самцов без тилоидов; лобное вдавление отсутствует; скуловая борозда отсутствует; пронотальная шейная борозды без сеточки; ширина мескоскутума примерно равна длине; трансэпистернальная линия на мезэпистерне отсутствует; присутствует мезэпимерная борозда; жилка R на переднем крыле непрерывная с более дистальным жилкованием, r-rs (жилка стигмы) на переднем крыле удлиненная, отходящая от отчетливой маргинальной жилки (C+R); формула голенных шпор 1-2-2; метасома с отчетливыми узкими латеротергитами; тергиты Т1 и Т2 примерно равны по длине или Т2 немного длиннее Т1, Т3 заметно короче Т2 и сильно поперечный; швы между тергитами и стернитами метасомы простые, без отчетливых крупных ямок по переднему краю; стернит S1 с продольным килем посередине, но не спереди. Биология неизвестна. Предположительно, как и близкие группы, яйцееды: эндопаразиты яиц членистоногих

## Распространение
Встречаются в Австралии и Ориентальной области. Neuroscelio обычно собирается в лесах и известен из Австралии, Вьетнама, Таиланда и Малайзии (Саравак).

## Классификация
Включает 3 рода, из которых два ископаемых. Таксон в качестве семейства был впервые выделен в 2021 году в составе надсемейства Platygastroidea, а ранее его члены рассматривались в составе семейства Scelionidae. Внешне по габитусу сходны с Gryon и Telenomus.
- † Brachyscelio Brues, 1940
  - † Brachyscelio cephalotes Brues, 1940 — эоцен, балтийский янтарь[4]
  - † Brachyscelio dubius Brues, 1940
  - † Brachyscelio grandiculus Kononova and Simutnik, 2015 — ровенский янтарь[5]
- † Cenomanoscelio Schlüter 1978
  - † Cenomanoscelio pulcher Schlüter, 1978 — меловой период, Bezonnais (Ecommoy) amber (Франция)[6]
- Neuroscelio Dodd, 1913[7]
  - Neuroscelio doddi Galloway, Austin & Masner, 1992
  - Neuroscelio lagunai Valerio & Austin, 2009
  - Neuroscelio nervalis Dodd, 1913
  - Neuroscelio noyesi Galloway, Austin & Masner, 1992
  - Neuroscelio orientalis Masner & Valerio, 2009
  - Neuroscelio stirlingensis Galloway, Austin & Masner, 1992
  - Neuroscelio storeyi Galloway, Austin & Masner, 1992